# Іван Тодорович
Іван Тодорович (серб. Иван Тодоровић / Ivan Todorović, нар. 29 липня 1983, Белград) — сербський футболіст, що грав на позиції півзахисника.
Виступав, зокрема, за клуби «Партизан», «Насіунал» та «Чукарички», а також молодіжну збірну Сербії.

## Клубна кар'єра
Народився 29 липня 1983 року в місті Белград. Вихованець футбольної школи клубу «Партизан». На дорослому рівні дебютував у нижчолігових клубах «Хайдук» (Белград) та «Телеоптик», а 2004 року підписав контракт з вищоліговою «Зетою», де провів два роки і ставав третім, а потім четвертим у чемпіонаті і грав у єврокубках.
У 2006 році, після того, як стало відомо, що наступного сезону «Зета» перейде в новостворений чемпіонат Чорногорії, почав шукати новий клуб. Спочатку поїхав на перегляд у французьку «Тулузу», але клубу не підійшов, також були варіанти з леверкузенським «Баєром 04» і шотландським «Гартсом», втім і тут до контракту справа не дійшла. У той же рік до Белграда приїхав Сергій Булатов, тодішній селекціонер російського «КАМАЗа», переглянув кілька ігор, після чого запросив до своєї команди трьох сербських футболістів — Тодоровича, Бранимира Петровича і Николу Грубешича.
Дебютував у складі російської команд 4 серпня 2006 року у гостьовому матчі другого дивізіону проти «Сибіру» (1:1). «КАМАЗ» у тому сезоні, як і наступного року, посів 4-е місце, а у сезоні 2008 року став третім, втім до вищого дивізіону так і не пробився. По завершенні контракту в кінці 2009 року покинув клуб.
На початку 2010 року перейшов у португальський «Насіунал» (Фуншал). Відіграв за клуб з Фуншала наступні два з половиною сезони своєї ігрової кар'єри. У чемпіонаті Португалії 2011/12 у складі цієї команди посів сьоме місце, а також дійшов до фіналу кубка Португалії, де програв «Бенфіці», але цей результат дозволив команді наступного року зіграти у Лізі Європи, де серб провів три гри.
Влітку 2012 року підписав контракт із волгоградським «Ротором», де провів наступний сезон у другому дивізіоні, після чого 2013 року повернувся на батьківщину і уклав контракт з клубом «Чукарички», у складі якого провів наступні два роки своєї кар'єри гравця. Більшість часу, проведеного у складі «Чукаричок», був основним гравцем команди.
У другій половині 2015 року захищав кольори клубу «Нові-Пазар», а завершив ігрову кар'єру у команді «Борац» (Чачак), за яку провів кілька матчів наприкінці сезону 2015/16.

## Виступи за збірну
Протягом 2005—2006 років залучався до складу молодіжної збірної Сербії, з якою брав участь у молодіжному чемпіонаті Європи 2006 року в Португалії, дійшовши до півфіналу. Всього на молодіжному рівні зіграв у 13 офіційних матчах.